# Sarygamysh Lacus
Il Sarygamysh Lacus è una struttura geologica della superficie di Titano.